# Полевая Веркуша
Полевая Веркуша — река в России, протекает в Венёвском районе Тульской области. Правый приток реки Веркуши. Длина реки Полевая Веркуша составляет 15 км. Площадь водосборного бассейна — 71,6 км².
Система водного объекта: Веркуша → Осётр → Ока → Волга → Каспийское море.

## География
Устье реки находится в 3,5 км по правому берегу реки Веркуша.
Вдоль течения реки расположены следующие населённые пункты: Горшково, Новое Ивашково, Адашева и Глебково.

## Рыболовство
В реке водятся лещ, подлещик, щука, карась, карп, окунь, голавль, плотва, язь и рак.

## Данные водного реестра
По данным государственного водного реестра России относится к Окскому бассейновому округу, водохозяйственный участок реки — Ока от города Кашира до города Коломна, без реки Москва, речной подбассейн реки — бассейны притоков Оки до впадения Мокши. Речной бассейн реки — Ока.
Код объекта в государственном водном реестре — 09010101912110000022770.